# On Stage (album de Rainbow)
Pour les articles homonymes, voir On Stage.
Albums de Rainbow
Rainbow Rising
(1976) Long Live Rock 'n' Roll
(1978)
On Stage, sorti le 7 juillet 1977 sur le label Polydor Records et produit par Martin Birch, est le troisième album du groupe de hard rock Rainbow fondé par Ritchie Blackmore. C'est le seul album en concert du groupe sorti pendant son existence.

## L'album
Après la sortie de l'album studio Rising, Rainbow s’embarque pour une tournée mondiale. Ritchie Blackmore en profite pour enregistrer, fin 1976, un album en concert au Japon et en Allemagne.
On Stage reproduit parfaitement l’ambiance qui régnait lors des concerts. Les titres ne sont pas simplement des copies des versions studios, mais sont étirés par de nombreux et longs solo, tout comme beaucoup de titres du Made in Japan ou du Made in Europe.
Cet album atteint la 7e place des charts britanniques et la 65e place au Billboard 200.
Il s'agit du dernier album de Rainbow avec Jimmy Bain et Tony Carey.

## Musiciens
- Ronnie James Dio : voix
- Ritchie Blackmore : guitare
- Jimmy Bain : basse, chœurs
- Cozy Powell : batterie
- Tony Carey : claviers, chœurs

## Liste des titres

### Double album original
Face 1
1. Kill the King (Ritchie Blackmore / Ronnie James Dio / Cozy Powell) - 5:32
2. Meddley - 11:13
  1. Man on the Silver Mountain (Blackmore / Dio)
  2. Blues (Blackmore)
  3. Starstruck (Blackmore / Dio)

Face 2
1. Catch the Rainbow (Blackmore / Dio) - 15:35

Face 3
1. Mistreated (Blackmore / David Coverdale) - 13:03

Face 4
1. Sixteenth Century Greensleeves (Blackmore / Dio) - 7:36
2. Still I’m Sad (Paul Samwell-Smith / Jim McCarthy) - 11:01

### Disque bonus de la réédition Deluxe 2012
Live At Osaka 9th December 1976
1. Kill the King (Blackmore / Dio / Powell) - 5:55
2. Mistreated (Blackmore / David Coverdale) - 12:13
3. Sixteenth Century Greensleeves (Blackmore / Dio) - 8:22
4. Catch the Rainbow (Blackmore / Dio) - 18:14
5. Meddley - 16:21
  1. Man on the Silver Mountain (Blackmore / Dio)
  2. Blues (Blackmore)
  3. Starstruck (Blackmore / Dio)
6. Do You Close Your Eyes (Blackmore / Dio) - 10:32

## Informations sur les titres
- Les versions studio de Man on the Silver Mountain, Catch the Rainbow, Sixteenth Century Greensleeves et Still I’m Sad se trouvent sur l'album Ritchie Blackmore's Rainbow et de Starstruck sur Rainbow Rising. Une version studio de Kill the King figurera sur l'album Long Live Rock 'n' Roll.
- Kill the King est également sorti en single. En ouverture de l'album, on peut y entendre une célèbre réplique du film Le Magicien d'Oz : "Toto: I've a feeling we're not in Kansas anymore. We must be over the rainbow!", le mot rainbow étant répété plusieurs fois, avant que le groupe n'entame l'air de Over the Rainbow.
- Mistreated est une reprise de Deep Purple (album Burn de 1974).
- Still I’m Sad est une reprise des Yardbirds (1965). Rainbow reprendra une nouvelle fois le titre sur son album de 1995 Stranger in Us All, avec Dougie White au chant.

## Charts et certification
Charts
| Pays             | Durée du classement | Meilleur classement | Date               |
| ---------------- | ------------------- | ------------------- | ------------------ |
| Allemagne        | 5 semaines          | 28e                 | 1er septembre 1977 |
| Autriche         | 4 semaines          | 15e                 | 15 septembre 1977  |
| États-Unis       | 10 semaines         | 65e                 | 20 août 1977       |
| Nouvelle-Zélande | 1 semaine           | 29e                 | 20 novembre 1977   |
| Pays-Bas         | 3 semaines          | 17e                 | 13 septembre 1977  |
| Royaume-Uni      | 10 semaines         | 7e                  | 6 août 1977        |
| Suède            | 4 semaines          | 25e                 | 29 juillet 1977    |

Certification
| Pays        | Ventes   | Certification | date         |
| ----------- | -------- | ------------- | ------------ |
| Royaume-Uni | 60 000 + | Argent        | 15 août 1977 |